# Пьянково (Невьянский муниципальный округ)
Пьянково — деревня в Невьянском районе Свердловской области России. Входит в Невьянский муниципальный округ. Расположено на реке Аяти.

## Географическое положение
Пьянково расположено к востоку от Уральских гор, на левом берегу реки Аяти (правого притока Режа), в лесистой местности.
Деревня находится к северу от Екатеринбурга, к юго-востоку от Нижнего Тагила и в 30 километрах к востоку от районного центра — города Невьянска. Через Пьянково проходит автомобильная дорога Невьянск — Верхняя Пышма (старый Верхотурский тракт).

## Население
По данным Всероссийской переписи населения 2010 года, постоянное население Пьянкова составляло 30 человек, из них 15 мужчин и 15 женщин. По данным переписи населения 2002 года, русские составляли 81 % от общего числа жителей деревни.
Долговременная динамика численности населения:
| 137 | 80 | 120 | 209 | 136 | 30 |

## История
В XIX веке деревня входила в состав Аятской волости Екатеринбургского уезда, в 1869 году называлась деревней Шалаи (также Поликовой). Согласно подворной переписи 1887 года население деревни состояло из 120 жителей (60 мужчин и 60 женщин), проживавших в 27 дворах. Грамотными были только 6 мужчин, учащихся — 2. Промышленных заведений и торговых лавок в деревне Пьянково не имелось.